# 544325 Peczbela
544325 Peczbela este o planetă minoră (asteroid) din centura de asteroizi. A fost descoperită pe 4 decembrie 2010 la Piszkéstetői Obszervatórium⁠(d) de  și a fost numită după Béla Pécz⁠(d). 
Obiectul prezintă o orbită caracterizată de o semiaxă mare de 2,5556535643087 UAi, o excentricitate de 0,22065832681448, o înclinație de 8,7771455776458 ° în raport cu ecliptica.